# Spezzano Albanese
Spezzano Albanese är en ort och kommun i provinsen Cosenza i regionen Kalabrien i Italien. Kommunen hade 6 945 invånare (2018).
Distriktet är arberesjiskt och kallas Spixan på arberesjiska. Albanese syftar på de albaner som på 1500-talet tvingades fly från sitt hemland som hade invaderats av osmanerna.